# Okres Choszczno
Okres Choszczno (polsky Powiat choszczeński) je okres v polském Západopomořanském vojvodství. Rozlohu má 1327,71 km² a v roce 2019 zde žilo 48 243 obyvatel. Sídlem správy okresu je město Choszczno.

## Gminy
Městsko-vesnické:
- Choszczno
- Drawno
- Pełczyce
- Recz

Vesnické:
- Bierzwnik
- Krzęcin

## Města
- Choszczno
- Drawno
- Pełczyce
- Recz

## Sousední okresy
| Růžice kompasu | Stargard  | Drawsko, Stargard  | Drawsko                   | Růžice kompasu |
| Růžice kompasu | Pyrzyce   | Sever              | Wałcz                     | Růžice kompasu |
| Růžice kompasu | Pyrzyce   | Okres Choszczno    | Wałcz                     | Růžice kompasu |
| Růžice kompasu | Pyrzyce   | Jih                | Wałcz                     | Růžice kompasu |
| Růžice kompasu | Myślibórz | Strzelce-Drezdenko | Strzelce-Drezdenko, Wałcz | Růžice kompasu |